# Линнас, Карл
Карл Ли́ннас (эст. Karl Linnas; 6 августа 1919, Тарту, Эстония — 2 июля 1987, Ленинград, СССР) — комендант нацистского концентрационного лагеря в городе Тарту (рейхскомиссариат Остланд (территория Эстонской Республики, оккупированная Германией)), непосредственно ответственный за уничтожение как минимум трёх с половиной тысяч человек в годы Второй мировой войны.

## Биография
Родился 6 августа 1919 года в Эстонской республике. В 1937 году окончил Гимназию Хуго Треффнера в Тарту. В том же году поступил на математический факультет Тартуского университета. Обучение не закончил.

## Деятельность в годы Второй мировой войны
В начале сентября 1941 года по предложению переведённого на работу в Таллин с места коменданта тартуского концлагеря Роланда Лепика 22-летний Линнас был назначен на освободившуюся должность, оставаясь на этом посту до начала 1942 года.
Согласно докладу командующего СД Мартина Зандбергера, в 1941—1942 годах в Тарту были казнены 1569 обвиняемых в коммунизме и марксизме, один оппозиционер, 53 еврея (в т. ч. дети) и 6 военных преступников.
Несмотря на то, что советские источники утверждали о 12 тысячах уничтоженных в лагере, современные эстонские историки утверждают, что под руководством Линнаса в концентрационном лагере Тарту были убиты от 3,5 тысяч до 4 тысяч человек, из которых 715 были жителями Эстонии. Эстонский историк Рихо Вястрик пришёл к выводу, что в Тартуском концлагере погибло 3536 человек, из которых около половины были евреи, в том числе несколько сот эстонских евреев. 
В 1944 году в связи с продвижением Красной армии вглубь территории Эстонии Линнас вместе с родителями и сестрой бежал на запад.

## После Второй мировой войны
После Второй мировой войны обосновался в США, скрыв от иммиграционных властей своё нацистское прошлое. Проживал в городке Гринлон на Лонг-Айленде, где в одной из школ руководил духовым оркестром.

### Судебный процесс в СССР
11 октября 1961 года СССР направил властям США просьбу об экстрадиции Линнаса. На процессе по делу Юхана Юристе, Карла Линнаса и Эрвина Викса, проходившем с 16-го по 20 января 1962 года в городе Тарту, Линнас заочно был приговорён к высшей мере наказания — расстрелу, будучи признанным виновным в организации лагеря смерти и участии в уничтожении 12 тысяч человек.

### Судебный процесс в США о депортации из страны
В слушаниях по делу о депортации Карла Линнаса в окружном суде в Уэстбери, штат Нью-Йорк в качестве свидетеля давал показания бывший советский публицист Фридрих Незнанский. Показания Незнанского не касались собственно Линнаса, с которым он не был знаком и о деятельности которого мог судить только по публикациям в СМИ. Смысл выступлений Незнанского заключался в том, что правоохранительные органы СССР не раз запятнали себя фальсифицированием уголовных дел, поэтому нельзя было получить гарантии в аутентичности компромата, который они предоставили американским властям на укрывавшихся в США беглых военных преступников. Поскольку дело Линнаса, как и большинство других подобных дел, основывалось только на данных, полученных от КГБ СССР, адвокат бывшего коменданта концлагеря возлагал большие надежды на показания Незнанского.
Против депортации Линнаса в течение восьми лет выступали Рэмси Кларк и многие эстонские эмигранты, среди которых была и ставшая позднее депутатом эстонского и Европейского  парламентов Мари-Анн Келам (тогда Мари-Анн Риккен, в девичестве Доценко).
Делом Линнаса занимался прокурор Рудольф Джулиани. Суд принял решение о лишении Линнаса гражданства США и его экстрадиции в СССР.
Карл Линнас стал вторым военным преступником, переданным американскими властями СССР (первым был Фёдор Федоренко).

## Экстрадиция и смерть
20 апреля 1987 года был отправлен из нью-йоркского аэропорта имени Кеннеди авиарейсом в Прагу, откуда отбыл спецрейсом Аэрофлота в Москву. 22 апреля 1987 года авиарейсом был доставлен в Таллинский аэропорт.
По словам Рэмси Кларка, адвоката Линнаса, смертный приговор был заменён на пожизненное заключение, при этом советское руководство публично не объявляло о смягчении наказания. Скончался в тюремной больнице в Ленинграде от болезней сердца и почек, после смерти Линнаса его дочь перевезла прах отца в США.